# Aavakaaya
Aavakaaya (también conocido como encurtido o pickle de mango) una variedad de encurtido indio popular en India del Sur con su origen en Andhra Pradesh. Los ingredientes principales son mangos, aavapindi (semillas de mostaza en polvo) y una combinación de otras especias utilizadas para el decapado. Se sabe que los indios del sur tienen un profundo apego a estos encurtidos picantes. En estas regiones hay disponible una amplia variedad de encurtidos, que utilizan el mango como ingrediente principal. Además de estar hechos en casa, los encurtidos están disponibles comercialmente y se exportan a los Estados Unidos, Europa, Japón y muchos otros países.

## Preparación
Los encurtidos de Aavakaaya se hacen generalmente en el verano, siendo este el momento de mayor disponibilidad de mangos verdes. Mangos verdes, aceite caliente, chiles y una variedad de especias son los ingredientes clave. El proceso de preparación, almacenamiento y servicio se considera casi un ritual.
Los mangos se cortan en trozos medianos de aproximadamente 2 cm x 2 cm utilizando cortadores/cuchillos fuertes y especialmente afilados en golpes rápidos para no dañar estructuralmente los trozos. Estas piezas se limpian y secan con un paño suave altamente absorbente, generalmente un sari viejo de algodón esterilizado sin bordados, guardado para este propósito. Luego se encurten con mostaza en polvo, chile rojo en polvo (seco y en polvo o, a veces, seco, tostado y en polvo), sal, aceite de gingelly y fenogreco (tanto en forma entera como en polvo). El ajo es opcional. La mezcla madura durante cuatro a ocho semanas, teniendo cuidado de mezclar el contenido periódicamente para asegurar una marinada uniforme.

## Popularidad
Aavakai (versión telugu) se prepara durante las temporadas previas al verano, cuando los mangos están a punto de madurar. La versión tamil no es tan picante como la versión Andhra y, a menudo, contiene garbanzos como uno de los ingredientes principales. Se prepara en muchos hogares y se come junto con arroz cuajado.

## Variedades

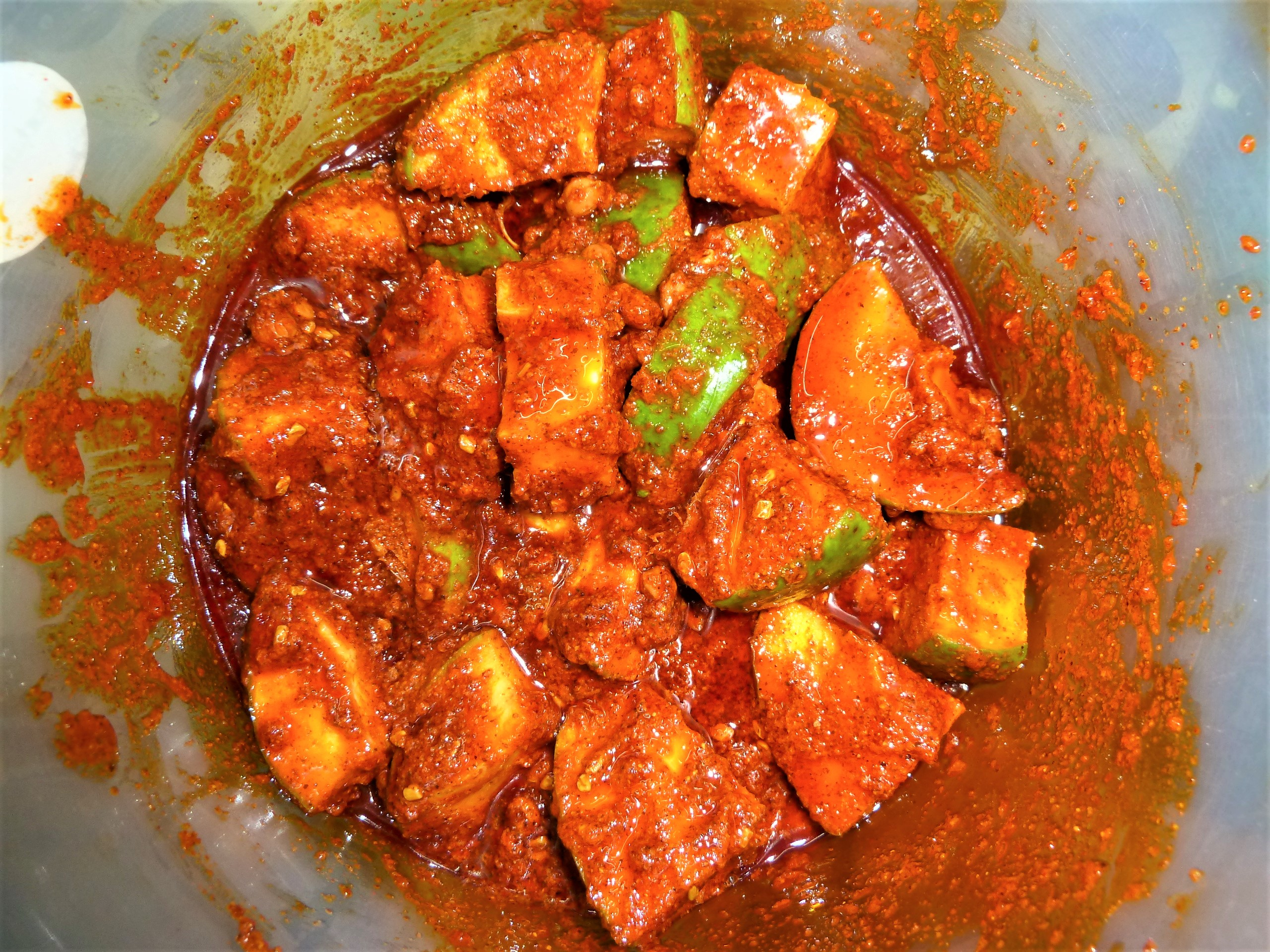
Preparación de Moong Aavakaaya (para fines temporales)

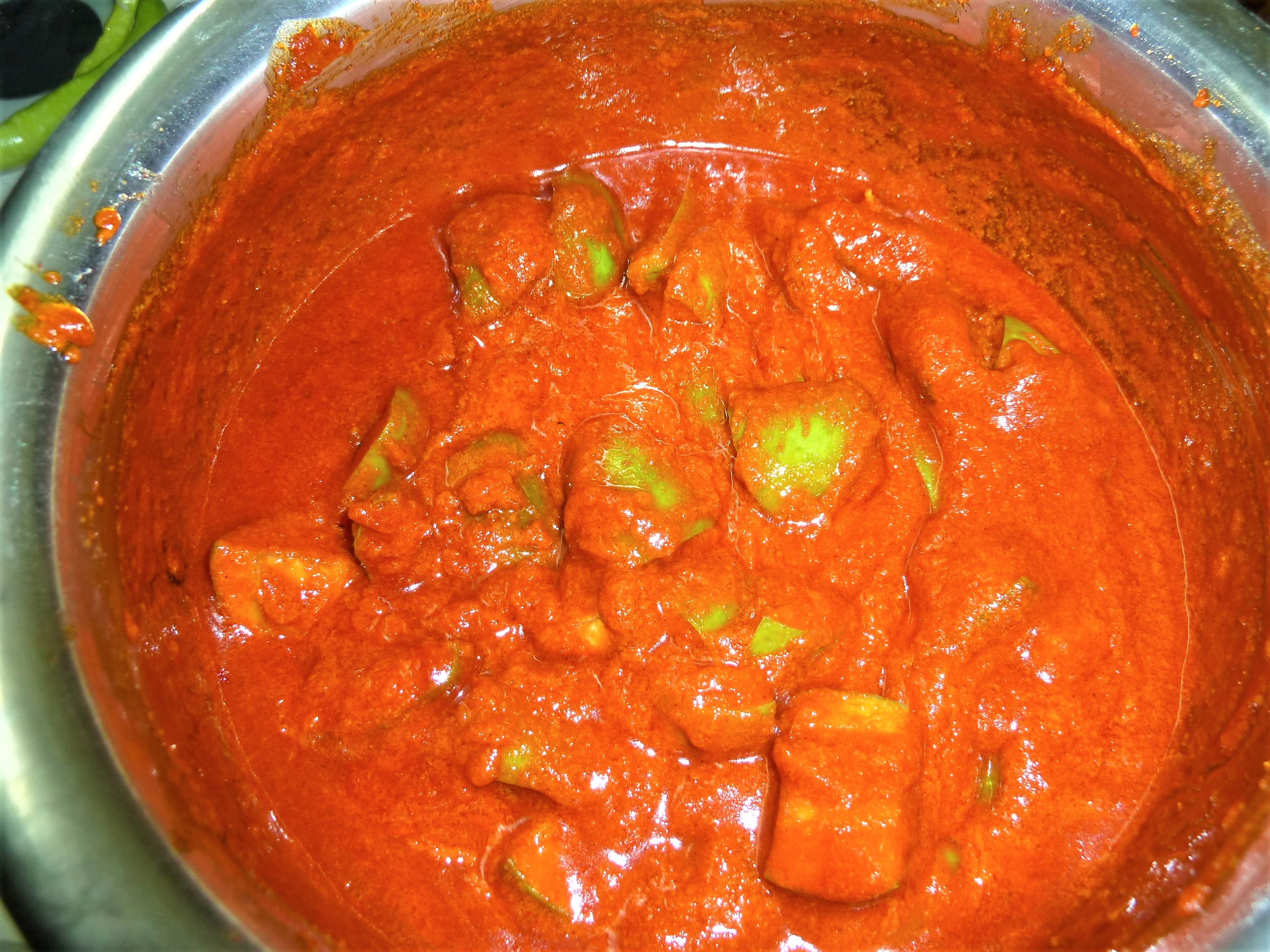
Preparación de Moong Aavakaaya

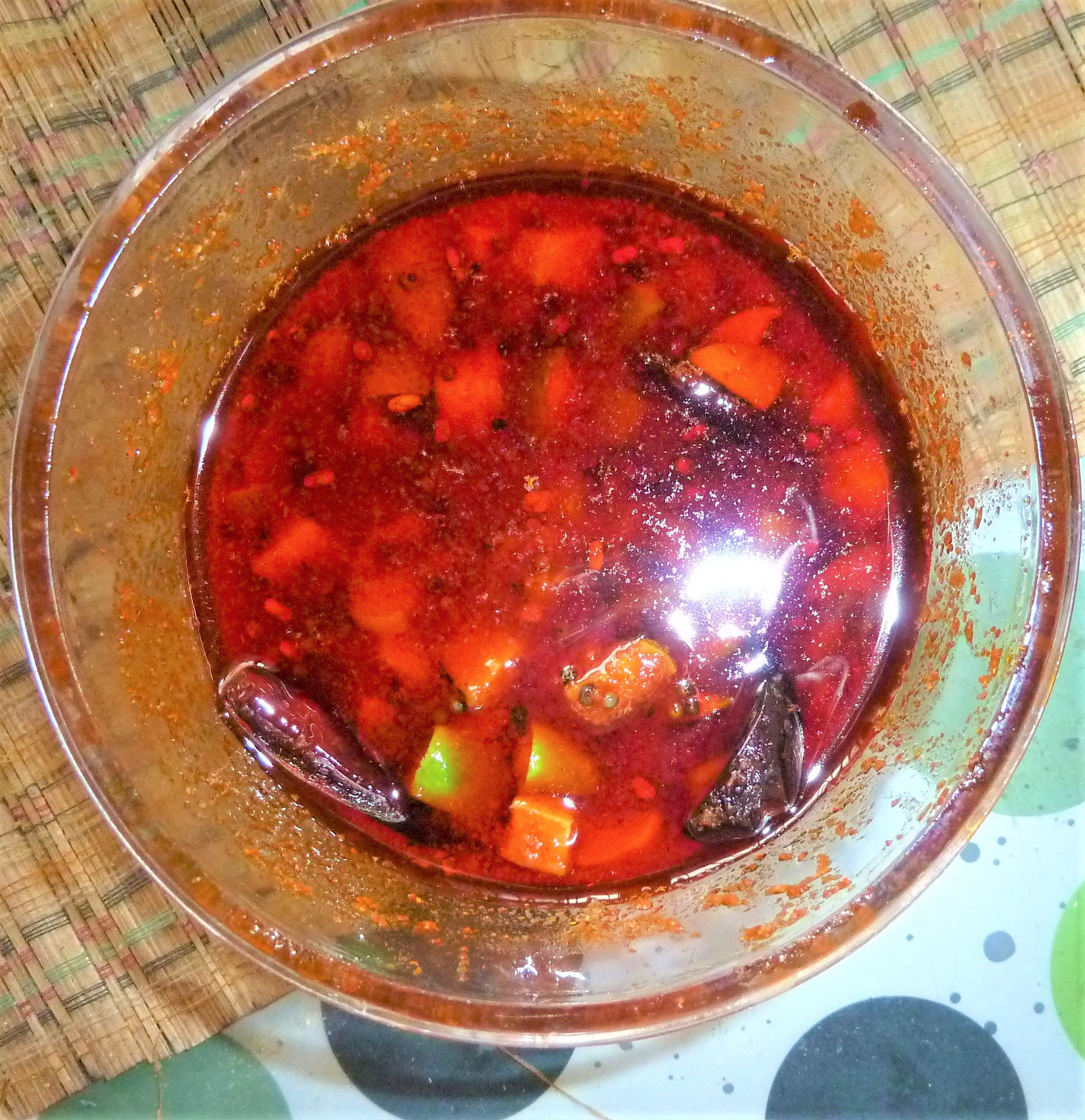
Encurtidos de mango

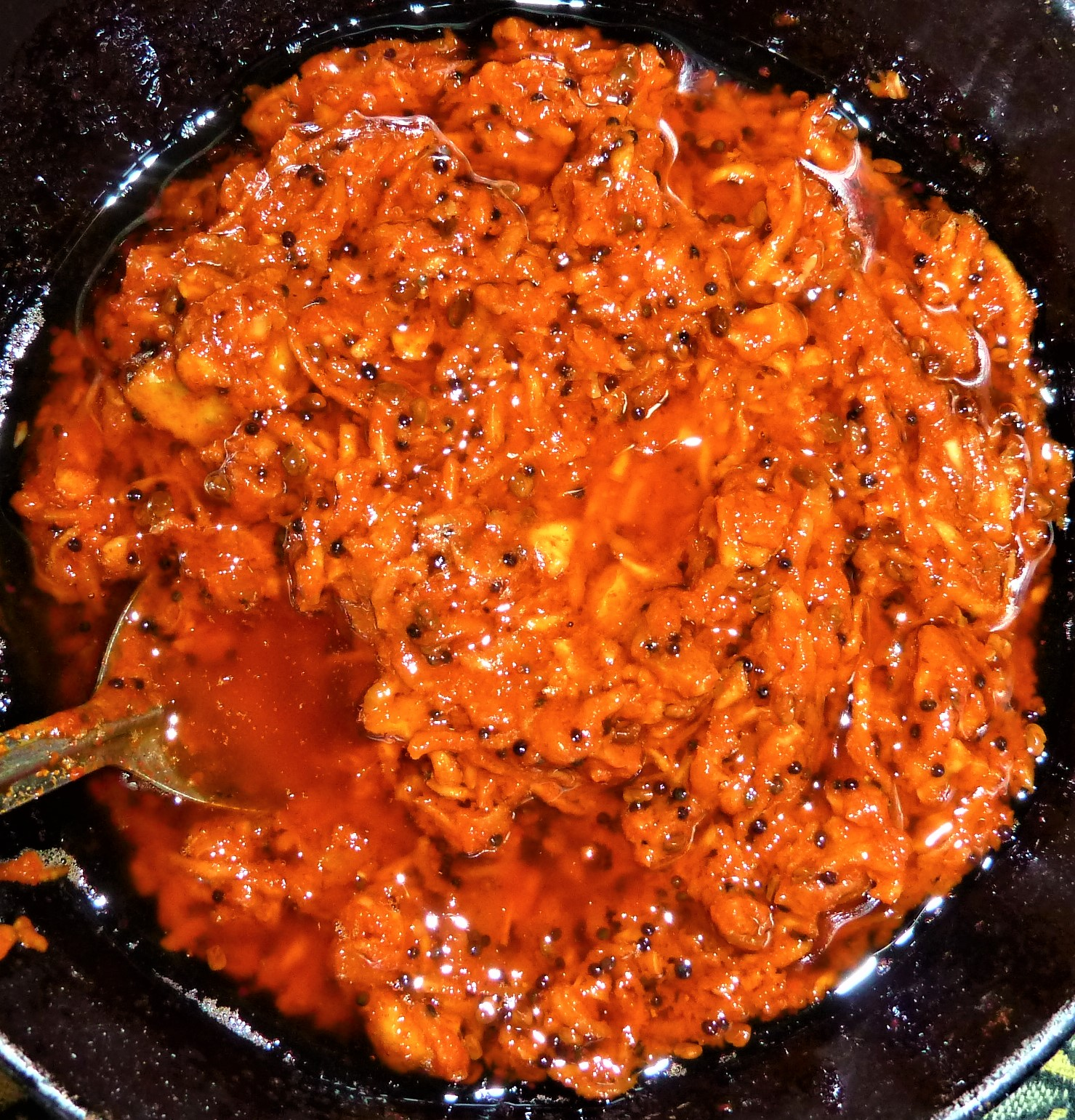
Encurtidos rallados de mango

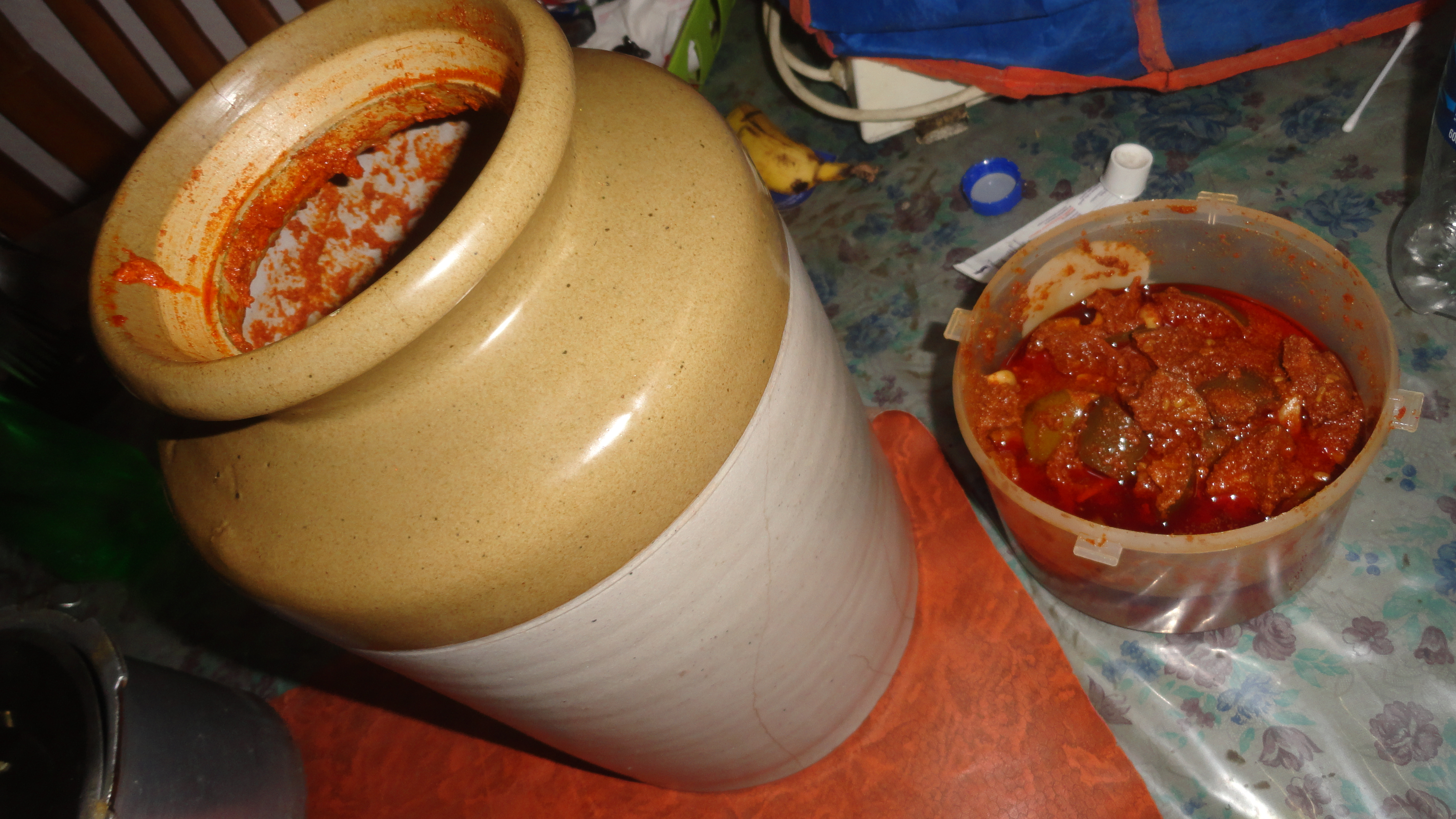
Aavakaaya y su contenedor

Aavakaaya es muy popular en el sur de la India, especialmente en los estados de Andhra Pradesh y Telangana. 
Existe una amplia variedad de encurtidos de mango, estos incluyen:
1. Aavakaaya (El predeterminado hecho con semillas de mostaza en polvo)
2. Allam Aavakaaya (Una variedad picante que incluye pasta de jengibre y ajo)
3. Bellam Aavakaaya (Una dulce variante de Avakaya hecha con jaggery)
4. Dosa Aavakaya (Mango reemplazado con un tipo de dosakaya) (pepino)
5. Maagaya (Hecho con mango verde, pelado y sin pelar)
6. Menthi aavakaaya o Menthikaaya (Incluye fenogreco)
7. Nuvvulu aavakaaya (Incluye sésamo)
8. Paccha Aavakaya (Aavakaya con chiles amarillos en lugar de rojos que se utilizan habitualmente.)
9. Pulihora Aavakaaya (Aavakaaya con taalimpu (telugu), llamado Chaunk en hindi)
10. Senagala Aavakaaya (Aavakaaya con la adición de garbanzos o gramo de Bengala o chana)
11. Thokku Maagaya (Maagaya con cáscara de mango incluida)
12. Thurum Maagaya (Maagaya hecho con mango rallado)
13. Uduku Maagaya (Maagaya con mango hervido en lugar de crudo)
14. Usiri Aavakaya (Mango reemplazado con grosella)
15. Vellulli Aavakaaya (Aavakaaya con adición de ajo)
16. Yendu aavakaaya (Aavakaaya con cubos de mango secos en escabeche ligeramente endulzados con azúcar moreno)
17. Kobbari aavakaya (aavakaya hecho con sabor a coco)

## Consumo
El arroz caliente se mezcla con una o dos piezas de aavakaaya y ghee (mantequilla clarificada) o aceite de cacahuete, y luego se hacen bolas del tamaño de un bocado. Aavakaaya se suele comer con arroz y dahi (yogur). Se puede agregar cebolla cruda para realzar el sabor. La mayoría de la gente prefiere comerlo junto con muddapappu (pigeon pea dal) y neyyi (ghee/mantequilla clarificada). Algunas personas prefieren comerlo entre 1 y 2 meses después de su preparación, cuando se llama Kottaavakaya.